# Bonnétage
 Bonnétage  es una población y comuna francesa, en la región de Franco Condado, departamento de Doubs, en el distrito de Montbéliard y cantón de Le Russey.

## Demografía
| 618 | 604 | 642 | 640 | 657 | 674 |
| Para los censos de 1962 a 1999 la población legal corresponde a la población sin duplicidades (Fuente: INSEE [Consultar]) |     |     |     |     |     |